# Sezione specializzata per la bachicoltura di Padova
La Sede specializzata per la bachicoltura di Padova è un istituto che si è sempre occupato della ricerca e della sperimentazione sul baco da seta e sul gelso. Oggi continua le sue linee di ricerca all'interno del CRA (Consiglio per la sperimentazione e la ricerca in agricoltura) nell'ambito dell'unità di ricerca per l'apicoltura e la bachicoltura di Bologna (CRA-API), il punto di riferimento italiano per l'apicoltura e la bachicoltura.

## Storia
Fondata a Padova nel 1871 per decreto del re Vittorio Emanuele II, le spese per la sua costruzione furono sostenute da Provincia, Camera di commercio e Comune, col concorso del Governo.
Gli scopi della stazione erano: 
1. ricerca scientifica sul baco da seta e sul gelso
2. confezione e diffusione di uova sane di filugello
3. promozione dell'attività bachisericola mediante scritti e conferenze
4. insegnamento da svolgersi attraverso esercitazioni pratiche.

Il primo direttore fu Enrico Verson (1872 – 1919), studioso dell'anatomia e della fisiologia degli insetti e fu affiancato da Enrico Quajat. Insieme raccolsero e ordinarono gran parte del materiale conservato nella collezione serica tuttora esistente.
Nel 1924 divenne direttore Luciano Pigorini. La stazione fino ad allora aveva sede in via delle Acquette; si accorsero però che la città si stava espandendo e decisero quindi di cambiare sede andando in periferia. Nel 1922 venne così approvato un piano per una nuova sistemazione dell'Istituto e decisero di spostarsi a Brusegana.
La nuova sede si compone di due fabbricati: nel primo ci sono i locali della direzione, la segreteria, un'aula scolastica, una sala per le esercitazioni, una biblioteca, un salone per la collezione dei bozzoli e delle sete e i laboratori. Nel secondo c'è la bigattiera, formata da undici stanze per gli allevamenti. 
L'Istituto dispone anche di diversi ettari di gelseto per le prove scientifiche e per l'alimentazione del baco da seta.
Alla direzione di Pigorini successe quella di Porzia Lorenza Lombardi (1958 – 1965), dopo un intervallo (1953 – 1958) in cui la stazione non ebbe un direttore di ruolo.
La Lombardi proveniva dalla Stazione Bacologica di Ascoli Piceno, trasformata in stazione agraria nel 1958.
Portò con sé tutta l'attrezzatura razionale per l'allevamento del baco da seta, nonché la collezione serica di Ascoli Piceno.
Sotto la sua direzione avvenne il riordino delle due collezioni seriche oggi presenti in Istituto.
Infine alla Lombardi successe Reali (1969-1987) che pose l'accento sui problemi tecnico-economici da risolvere per un rilancio della bachicoltura nazionale. Fino al 1998 il direttore incaricato è stato Luciano Cappellozza, durante la cui direzione è avvenuto il trasferimento nella nuova sede, attigua alla precedente, e la confluenza nell'Unità di ricerca di apicoltura di Bologna.
Attualmente il direttore del CRA-API è Marco Lodesani.